# 김기성 (농구 선수)
김기성(1990년 3월 8일~ )은 대한민국의 농구선수이다.포지션은 가드이며.주특기는 3점슛이다.
2012-2013 프로농구 신인드래프트에서 1라운드 21순위로 원주 동부 프로미에 지명되었다.
김기성은 3점슛에 강한면모를 가지고있다.

2021년 기준으로 3대3 프리미어리그 박카스 팀에서 뛰고 있다. 

## 데뷔
- 2012년 원주 동부 프로미 입단.